# Tomás Ángel
Tomás Ángel Gutiérrez (Medellín, 20 febbraio 2003) è un calciatore colombiano, attaccante del San Diego.

## Biografia
È figlio dell'ex calciatore Juan Pablo Ángel.

## Carriera

### Club
Nelle prime settimane del 2020, Tomás Ángel è stato tesserato dell'Atlético Nacional. Pur giocando con le formazioni giovanili, riesce a partecipare agli allenamenti della prima squadra.
Il 16 gennaio 2021 ha firmato il suo primo contratto professionistico ed il 13 gennaio ha esordito in una vittoria per 5-2 contro il Deportivo Pereira. Ha segnato il suo primo gol in carriera il 6 marzo 2021, contro il Rionegro Águilas, prima che fosse trascorso il minuto di gioco.
Sempre nel 2021 è stato nominato dal quotidiano inglese The Guardian uno dei sessanta migliori giovani giocatori nati nel 2003 in tutto il mondo.
Il 31 gennaio 2024 viene acquistato dal club statunitense Los Angeles FC con cui firma un contratto triennale con l'opzione per estenderlo un'ulteriore stagione.

### Nazionale
Il 9 maggio 2023, è stato incluso dal selezionatore Héctor Cárdenas nella lista dei convocati della nazionale Under-20 partecipante al Mondiale di categoria in Argentina.

## Statistiche

### Presenze e reti nei club
Statistiche aggiornate al 31 gennaio 2024.
| Stagione                 | Squadra                  | Campionato               | Campionato | Campionato | Coppe nazionali | Coppe nazionali | Coppe nazionali | Coppe continentali | Coppe continentali | Coppe continentali | Altre coppe | Altre coppe | Altre coppe | Totale | Totale | Totale |
| Stagione                 | Squadra                  | Comp                     | Pres       | Reti       | Comp            | Pres            | Reti            | Comp               | Pres               | Reti               | Comp        | Pres        | Reti        | Pres   | Reti   |        |
| ------------------------ | ------------------------ | ------------------------ | ---------- | ---------- | --------------- | --------------- | --------------- | ------------------ | ------------------ | ------------------ | ----------- | ----------- | ----------- | ------ | ------ | ------ |
| 2021                     | Atlético Nacional        | A                        | 12         | 1          | CC              | 3               | 0               | CL                 | 0                  | 0                  |             | -           | -           | 15     | 1      |        |
| 2022                     | Atlético Nacional        | A                        | 4          | 0          | CC              | 1               | 0               | CL                 | 0                  | 0                  |             | -           | -           | 5      | 0      |        |
| 2023                     | Atlético Nacional        | A                        | 24         | 5          | CC              | 3               | 0               | CL                 | 4                  | 0                  | SC          | 1           | 2           | 15     | 6      |        |
| Totale Atlético Nacional | Totale Atlético Nacional | Totale Atlético Nacional | 40         | 6          |                 | 7               | 0               |                    | 4                  | 0                  |             | 1           | 2           | 52     | 8      |        |
| 2024                     | Los Angeles FC           | MLS                      | -          | -          | USOC            | -               | -               |                    | -                  | -                  | LC          | -           | -           | -      | -      |        |
| Totale carriera          | Totale carriera          | Totale carriera          | 40         | 6          |                 | 7               | 0               |                    | 4                  | 0                  |             | 1           | 2           | 52     | 8      |        |

## Palmarès
- Copa Colombia: 2

Atlético Nacional: 2021, 2023
- Campionato colombiano: 1

Atlético Nacional: 2022-I
- Súper Liga: 1

Atlético Nacional: 2023